# Dolný Štál
Dolný Štál (in ungherese Alistál) è un comune della Slovacchia facente parte del distretto di Dunajská Streda, nella regione di Trnava.